# Konstantin Bulanov
Konstantin Alekseevič Bulanov (in russo Константин Алексеевич Буланов?; Perm', 4 settembre 1990) è un cestista russo.

## Palmarès
- Coppa di Russia: 2

Parma Perm': 2015-16, 2018-19